# 愛北病院
愛北病院（あいほくびょういん）は、愛知県江南市布袋町にかつて存在した、JA愛知厚生連（愛知県厚生農業組合連合会）が運営する病院。全国厚生農業協同組合連合会の病院の一つ。愛知厚生連愛北病院ともいう。

## 概要
愛知県尾張北部医療圏の北部地域（江南市、丹羽郡大口町・扶桑町、犬山市など）の急性期医療を担う中核病院であり、江南市布袋町の江南保健所の近隣にあった。市民病院のない江南市において、市民病院的な役割を担っていた。
設備の老朽化が問題となっており、2008年（平成20年）5月7日より江南市野白町（旧・古知野町）にあった昭和病院と愛北病院とが統合され、江南市高屋町の江南厚生病院に移転した。布袋地区の人の交通の便をはかる目的で、名鉄犬山線 布袋駅前から江南市役所前・江南駅前経由江南厚生病院行きの名鉄バスが運行されている。
現在その跡地は積水ハウスの分譲地等になっている。当院名の石碑は江南厚生病院の庭に移設され、昭和病院の石碑と並んで据えてあり、2院合併を物語るものとなっている。

## 診察科
14科ある
- 内科
- 循環器科
- 外科
- 整形外科
- 小児科
- 眼科
- 皮膚科
- 泌尿器科
- 産婦人科
- リハビリテーション科
- 歯科口腔外科
- 耳鼻咽喉科

## 沿革
- 1935年（昭和10年）1月 - 医療利用購買組合愛北病院として開院。統合相手の昭和病院は翌年開院。
- 1943年（昭和18年）
  - 6月 - 愛知県信用販売購買利用組合連合会へと移管する。
  - 12月 - 愛知県農業会へと移管する。
- 1948年（昭和23年）8月 - 経営を愛知県厚生農業協同組合連合会へと移管する。
- 2008年（平成20年）5月 - 昭和病院と統合し、江南厚生病院に改称、江南市高屋町大松原137番地に新築移転。

## 交通アクセス
- 名鉄犬山線 布袋駅より徒歩で約5分。